# Creeper (groupe)
Pour les articles homonymes, voir Creeper.
Creeper  est un groupe britannique de hard rock, originaire de Southampton, en Angleterre. Formé en 2014, le groupe comprenait à l'origine le chanteur Will Gould, les guitaristes Ian Miles et Sina Nemati, le bassiste Sean Scott et le batteur Dan Bratton. Le groupe sort indépendamment son premier EP éponyme en 2014, avant de signer avec Roadrunner Records et de publier la suite The Callous Heart l'année suivante. À la fin de 2015, Nemati est remplacé par Oliver Burdett et la claviériste/seconde chanteuse Hannah Greenwood devient un membre officiel du groupe. Un troisième EP, The Stranger, sorti en 2016 et atteint le top 10 du UK Rock and Metal Albums Chart.
Le premier album studio du groupe, Eternity, in Your Arms, atteint la 18e place du UK Albums Chart en 2017. Après un cycle de tournées intensif, Creeper fait une pause d'un an et revient en 2020 avec leur deuxième album Sex, Death and the Infinite Void, qui atteint la cinquième place au Royaume-Uni. Bratton et Burdett quittent le groupe peu de temps après et le groupe sort American Noir en 2021. Jake Fogarty prend la relève de Bratton à peu près au moment de la sortie de l'EP. Après avoir terminé le cycle de tournée pour Sex, Death and the Infinite Void et American Noir, Creeper signe avec Spinefarm Records en 2022 pour leur troisième album, Sanguivore, en 2023.

## Histoire

### Formation et débuts (2014-2016)
Creeper est formé à Southampton en 2014 par le chanteur Will Gould et le guitariste et choriste Ian Miles — qui avaient déjà travaillé ensemble en tant que membres du groupe de punk rock Our Time Down Here, — ainsi que le second guitariste Sina Nemati, le bassiste et choriste Sean Scott, et le batteur Dan Bratton. Lorsque Miles et Gould ont conçu l'idée du groupe à l'origine, ils voulaient qu'il s'agisse d'une version de la dark wave influencée par le New Romantic, avant qu'elle ne se transforme en un son beaucoup plus influencé par le punk. C'est Gould qui a eu l'idée d'appeler le groupe Creeper, séduit par le fait que ce nom sonnait comme celui d'un roman de Stephen King et qu'il n'impliquait aucun genre, deux autres noms ayant été évoqués très tôt : Coven et Witch Cat. Le quintet sort indépendamment son premier EP éponyme le 19 juin 2014, qui est ensuite édité en format vinyle 12" en édition limitée par Palm Reader Records le 18 décembre. Le groupe joue son premier concert en tête d'affiche au Joiners Arms le 1er août, suivi de sa première performance à Londres au Old Blue Last le 13 septembre et d'un passage en première partie du groupe gallois Funeral for a Friend,. En juin 2015, le groupe signe avec Roadrunner Records et joue au Download Festival pour la première fois. Le deuxième EP du groupe, The Callous Heart, sort le 18 septembre 2015 et est lancé lors d'un spectacle spécial trois jours auparavant,. Plus tard dans l'année, le groupe a tourné avec Misfits et plus tard Mose Blood, et se produit également au UK Warped Tour.
En décembre 2015, Nemati quitte Creeper afin de « se concentrer sur sa carrière d'ingénieur du son à Londres », tandis que la claviériste de tournée Hannah Greenwood devient membre à temps plein,. Le troisième EP du groupe, The Stranger, sort le 19 février 2016 et entre à la 130e place du UK Albums Chart. L'EP est promu lors d'une tournée en tête d'affiche avec le groupe de soutien écossais Grader, ainsi que des dates en soutien à Neck Deep et WSTR,. En mai 2016, Creeper assure la première partie du chanteur de Black Veil Brides, Andy Biersack, lors de sa tournée Homecoming Tour, et se produit en deuxième partie de Funeral for a Friend lors de leur dernier concert le 21 mai à l'O2 Forum. En juin, le groupe fait une reprise de The Evil That Men Do d'Iron Maiden pour Kerrang! magazine Maiden Heaven Volume 2 : An All-Star Tribute To Iron Maiden, et en août, ils ont contribué à l'enregistrement de This Is How I Disappear de My Chemical Romance pour l'album gratuit Rock Sound Presents.... The Black Parade, un album hommage à The Black Parade.

### Cycle Eternity, in Your Arms(2016-2018)
La claviériste Hannah Greenwood, anciennement musicienne de tournée pour le groupe, rejoint Creeper à temps plein fin 2015.
Après s'être produit aux festivals de Reading et Leeds en août 2016, le groupe commence à poster sur Twitter des images de bruit blanc, avant que leurs comptes personnels ne soient cachés ou supprimés. Un numéro de téléphone de Southampton utilisé pour promouvoir The Stranger présente ensuite présenté un nouveau message vocal, qui fournissait un lien vers un site web détaillant « la disparition de James Scythe », comportant des références aux EP du groupe. En octobre, le groupe refait surface avec l'annonce de son premier album Eternity, in Your Arms, ainsi que la sortie du premier titre et de la vidéo Suzanne. Gould explique l'inspiration de l'album comme suit : « Eternity, in Your Arms est un album qui, cette fois, ne parle pas seulement de la jeunesse et du cœur brisé, mais aussi de la transition, de l'âge et de la perte. Pas seulement la perte de la vie, mais la perte de nous-mêmes. Les morceaux des personnes que nous étions » Le groupe assure ensuite la première partie de Pierce the Veil aux côtés de Letlive lors d'une tournée au Royaume-Uni et en Europe, qui a débuté le 29 octobre et se termine le 6 décembre.
Hiding with Boys est publié en tant que deuxième titre de Eternity, in Your Arms le 11 décembre 2016 lorsqu'il est présenté en avant-première sur le BBC Radio 1 Rock Show, avec un clip vidéo publié pour le titre le jour suivant. En promotion de l'album, Creeper se lance dans une tournée en tête d'affiche le 25 mars 2017 qui comprenait des dates à travers l'Europe jusqu'à la mi-avril, aux côtés des groupes de soutien Milk Teeth, Puppy et Energy. À la fin de l'année 2016, Creeper arrive en tête du sondage des lecteurs de Rock Sound pour la meilleure révélation britannique, ainsi qu'à la septième place du sondage pour le meilleur groupe britannique et à la quatrième place du sondage pour le pire groupe britannique. Le magazine classe The Stranger comme sa 36e meilleure sortie de l'année. La troisième chanson et la vidéo de Eternity, in Your Arms, intitulée Black Rain, ont été publiées le 14 février 2017.
À sa sortie, Eternity, in Your Arms débute dans le top 20 du UK Albums Chart, à la 18e place, ainsi qu'à la première place du UK Rock and Metal Albums Chart, et à la 17e place du Scottish Albums Chart. En avril 2017, Creeper est nommé dans la catégorie « percée d'un groupe » aux Alternative Press Music Awards, ainsi que dans la catégorie « ùeilleur groupe britannique » aux premiers Heavy Music Awards, et est la tête d'affiche de la cérémonie de remise des prix le 24 août à la House of Vans à Londres. Le groupe continue de tourner tout au long de l'année 2017, avec notamment sa première apparition sur la scène principale du Download Festival et toutes les dates du Warped Tour 2017 aux États-Unis et au Canada entre juin et août,. En juin, ils annoncent une autre tournée britannique en tête d'affiche pour la fin de l'année, The Theatre of Fear, décrite dans son annonce comme « une production unique en son genre amenée dans six théâtres à travers le pays ». Le groupe travaille également sur un livre intitulé The Last Days of James Scythe, basé sur l'histoire en cours du personnage éponyme, qui doit être publié le 30 novembre 2017 par les éditeurs indépendants 404 Ink.
Creeper sort Christmas le 8 décembre 2017, un EP de vacances qui comprend des reprises de Fairytale of New York et Blue Christmas, ainsi que le titre original Same Time Next Year ?. Le groupe assure la première partie des tournées de Neck Deep et All Time Low l'année suivante, et revient plus tard sur le circuit des festivals avec des prestations à 2000 Trees et Reading and Leeds,. Lors de leur concert du 1er novembre 2018 au Koko Venue de Londres, le groupe accroche ses vestes Callous Heart et le leader Will Gould déclare que « non seulement c'est le dernier concert de cet album, mais c'est aussi le dernier concert que nous ferons jamais » - une référence au concert de David Bowie à l'Hammersmith Apollo le 3 juillet 1973, au cours duquel il a annoncé la mort de son personnage Ziggy Stardust. Le groupe quitte ensuite  la scène et un montage des moments forts de leur carrière est projeté, qui s'est terminé par les mots "Even eternity ends" (Même l'éternité a une fin),. Alors que Bowie a poursuivi sa carrière après son concert de 1973, aucune déclaration officielle n'a été faite concernant le retour ou non de Creeper à l'avenir.

### Sex, Death and the Infinite Void(2019–2022)

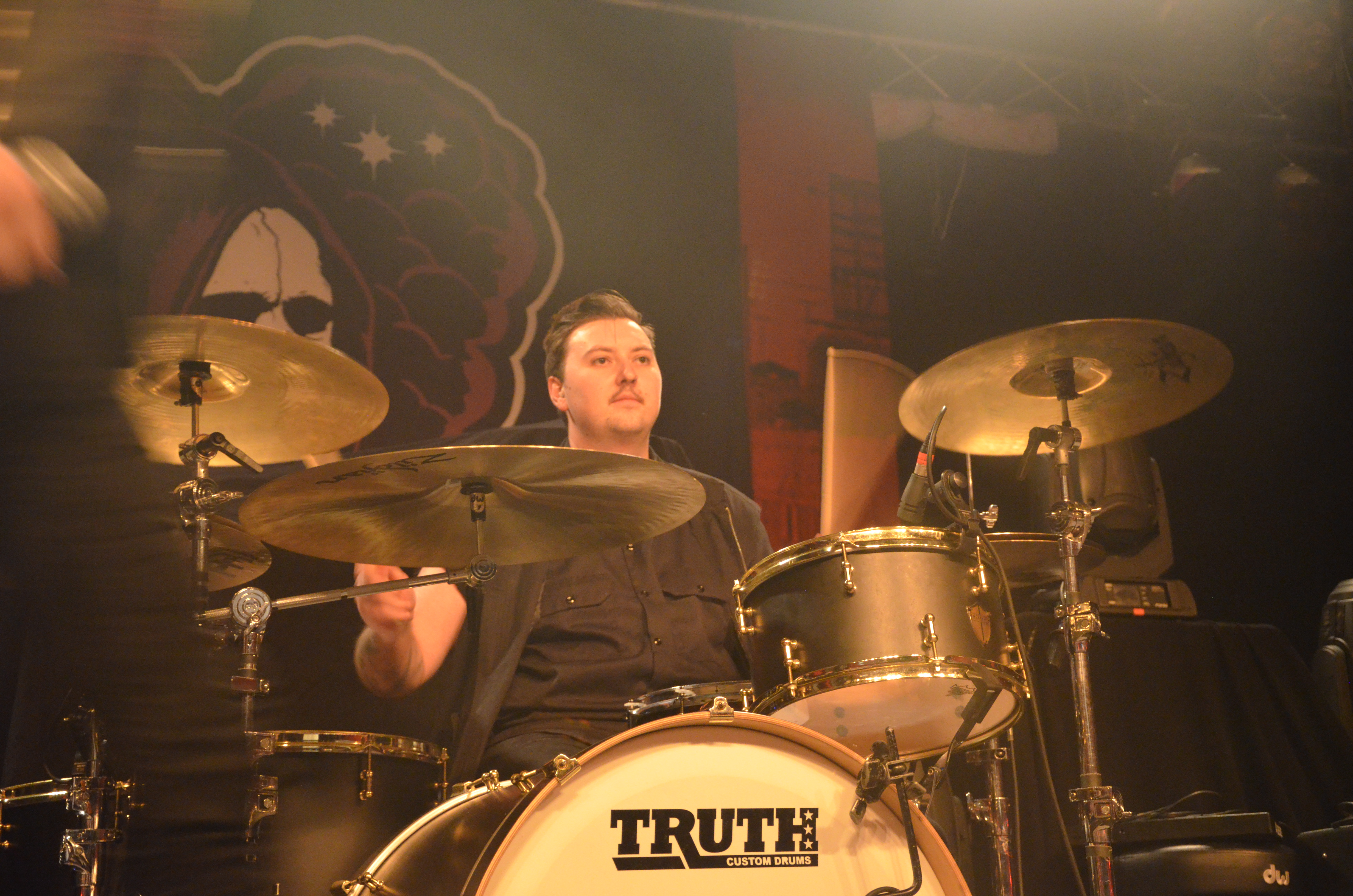
Peu après la sortie de Sex, Death and the Infinite Void, Creeper se sépare du batteur Dan Bratton.

En septembre 2019, les membres de Creeper commencent à teaser un retour du groupe en ligne. Quelques jours plus tard, un spectacle est annoncé pour le 1er novembre 2019 — exactement un an depuis leur dernière apparition — à la salle 229 de 620 places à Londres, sous le pseudonyme Fugitives of Heaven,. En janvier 2020, il est annoncé que le deuxième album studio du groupe s'intitulerait Sex, Death and the Infinite Void. Comme Eternity, in Your Arms, l'album présente un récit central autour duquel les chansons sont écrites, se concentrant dans ce cas sur l'histoire d'une relation entre les protagonistes Roe et Annabelle, qui vivent dans une ville américaine fictive appelée Calvary Falls. Les chansons Annabelle et Cyanide sont publiées en tant que singles de prélancement accompagnés de clips en janvier et février 2020, respectivement,. En ce qui concerne la pause entre les sorties, Gould explique que les membres du groupe avaient eu besoin d'une pause après la sortie de leur premier album et le succès qu'il a connu.
En raison de l'impact de la pandémie de Covid-19 sur l'industrie musicale, Creeper retarde la sortie de Sex, Death and the Infinite Void de mai à juillet 2020, ainsi que la tournée promotionnelle God Can't Save Us Tour d'avril à août. La tournée est ensuite reportée à décembre, reportée à nouveau en cours de route, et retardée jusqu'en mars 2022 avec des spectacles supplémentaires. La tournée est reportée à décembre, puis reportée à mars 2022 avec des concerts supplémentaires. Lors de la sortie de Sex, Death and the Infinite Void, l'album débute à la cinquième place du principal classement britannique des albums et suit Eternity, in Your Arms en tête du classement britannique des albums de rock et de metal,. En septembre 2020, peu après la sortie de l'album, le groupe annonce qu'il s'est séparé du batteur Dan Bratton, bien qu'aucune explication n'ait été donnée pour son départ.

### Spinefarm etSanguivore(depuis 2023)
Lors de leur concert du 4 novembre 2022, Creeper annonce qu'ils avaient signé avec Spinefarm Records et sorti un nouveau single, Ghost Brigade. En mars 2023, le titre est nommé aux Heavy Music Awards dans la catégorie « meilleur single », tandis que le groupe est nommé dans les catégories « meilleur artiste britannique » et « meilleur artiste live britannique ».

## Discographie

### Albums studio
- 2017 : Eternity, in Your Arms
- 2020 : Sex, Death and the Infinite Void
- 2023 : Sanguivore

## Distinctions

### Alternative PressMusic Awards
| Année | Travail | Récompense                  | Résultat   | Réf.   |
| ----- | ------- | --------------------------- | ---------- | ------ |
| 2016  | Creeper | Meilleur groupe underground | Nomination | [ 63 ] |
| 2017  | Creeper | Percée d'un groupe          | Nomination | [ 64 ] |

### Heavy Music Awards
| Année | Travail                          | Récompense                           | Résultat   | Réf.   |
| ----- | -------------------------------- | ------------------------------------ | ---------- | ------ |
| 2016  | Creeper                          | Meilleur groupe britannique          | Nomination | [ 33 ] |
| 2017  | Creeper                          | Meilleur groupe britannique          | Nomination | [ 65 ] |
| 2018  | Creeper                          | Meilleur groupe britannique          | Nomination | [ 66 ] |
| 2018  | Eternity, in Your Arms           | Meilleur album                       | Nomination | [ 66 ] |
| 2018  | Eternity, in Your Arms           | Meilleure pochette d'album           | Nomination | [ 66 ] |
| 2020  | Born Cold                        | Meilleur clip                        | Nomination | [ 67 ] |
| 2021  | Creeper                          | Meilleur groupe britannique          | Nomination | [ 68 ] |
| 2021  | Sex, Death and the Infinite Void | Meilleur album                       | Nomination | [ 68 ] |
| 2021  | Sex, Death and the Infinite Void | Meilleure pochette d'album           | Nomination | [ 68 ] |
| 2021  | Sex, Death and the Infinite Void | Meilleure production                 | Nomination | [ 68 ] |
| 2023  | Creeper                          | Meilleur groupe britannique          | Nomination | ,      |
| 2023  | Creeper                          | Meilleur groupe britannique scénique | Nomination | ,      |
| 2023  | Ghost Brigade                    | Meilleur single                      | Nomination | ,      |

### Kerrang!Awards
| Année | Travail | Récompense                           | Résultat   | Réf.   |
| ----- | ------- | ------------------------------------ | ---------- | ------ |
| 2016  | Creeper | Meilleur nouveau groupe britannique  | Lauréat    | [ 70 ] |
| 2018  | Creeper | Meilleur groupe britannique scénique | Nomination | [ 71 ] |

### Metal HammerGolden Gods Awards
| Année | Travail | Récompense              | Résultat | Réf.   |
| ----- | ------- | ----------------------- | -------- | ------ |
| 2016  | Creeper | Meilleur nouveau groupe | Lauréat  | [ 72 ] |

### Rock SoundAwards
| Année | Travail | Récompense                  | Résultat | Réf.   |
| ----- | ------- | --------------------------- | -------- | ------ |
| 2017  | Creeper | Meilleur succès britannique | Lauréat  | [ 73 ] |